# 警方社區支援員
社区服务警察（英語：Police Community Support Officer，縮寫：PCSO；正式名称：Community Support Officer，缩写：CSO）是英格兰和威尔士警察制度中的一类警察，据《2002年警察改革法案》（Police Reform Act 2002）设立。他们没有委任證，但英格兰和威尔士的43支警察部队和英国交通警察赋予了他们各种警察的权限。
大多数PCSO在安全社区（Safer Neighbourhood）或社区警务小组（Neighbourhood Policing team）内工作，负责比较简单的事务，如处理轻微犯罪、控制人群和帮助指挥交通等。

## 历史
2002年9月社区服务警察制度正式建立，最先雇佣他们的是倫敦警察廳。
在北爱尔兰，社区服务警察因北爱尔兰警察局预算短缺而未能实现。此外，穿着警察制服但没有警察武装的社区服务警察也有可能成为爱尔兰共和军袭击的目标。《2002年警察改革法案》不适用于苏格兰，因此苏格兰没有这类警察。
截至2022年9月，英格兰和威尔士共有8,263名社区服务警察，但比巅峰2009年（16,814）大幅减少。其年薪为£19,000至£26,000。